# Filmographie de Sandra Bullock

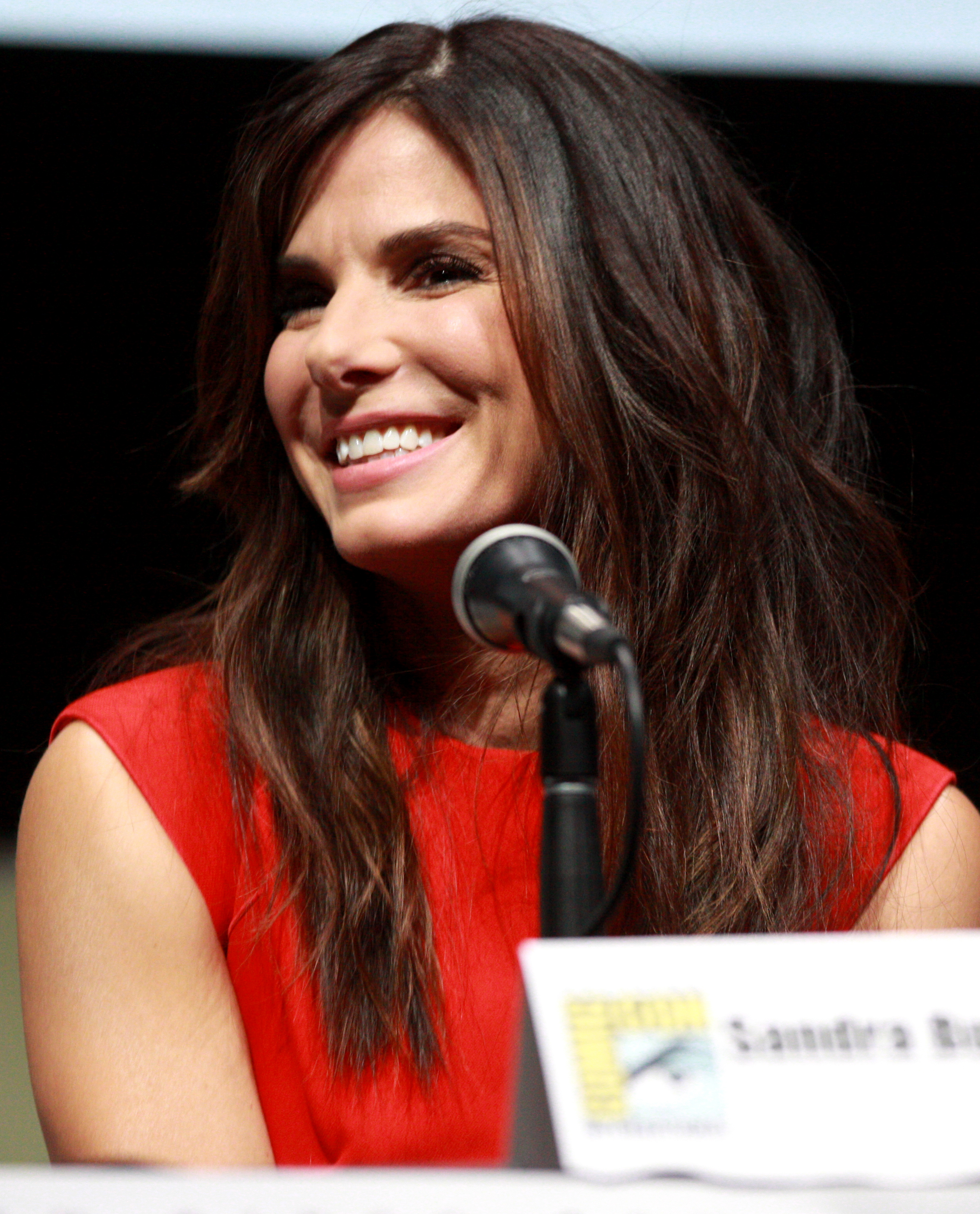
Sandra Bullock à l'2013 de San Diego Comic-Con

Sandra Bullock est une actrice américaine, scénariste, réalisateur et producteur de films, qui a fait ses débuts au cinéma avec un rôle mineur dans le thriller Hangmen de J. Chrétien Ingvordsen en 1987. Elle fait ses débuts à la télévision dans le film de télévision Super Jaimie (1989) et a joué le rôle principal dans la sitcom de courte durée Working Girl (1990) avant de faire sa percée en vedette dans le film d'action Speed de Jan de Bont (1994). En 1995, Bullock a fondé sa propre société de production, Fortis Films, et a joué dans la comédie romantique L'Amour à tout prix. Sa performance dans le film lui a valu sa première nomination pour le Golden Globe Award de la Meilleure Actrice – film de Comédie ou Comédie musicale. En 1996, Bullock a joué dans l'adaptation cinématographique du roman de John Grisham Le Droit de tuer ? . En 1998, Bullock a joué dans la comédie romantique Les Ensorceleuses, a prêté sa voix à Miriam dans le film d'animation Le Prince d'Égypte de DreamWorks et a également produit produit son premier film en tant que productrice exécutive le drame romantique Ainsi va la vie.
En 2000, Bullock a recueilli une deuxième nomination pour le Golden Globe Award de la Meilleure Actrice dans un film – Comédie ou Comédie Musicale pour le rôle de Gracie Hart, agent infiltré du FBI, dans la comédie de Miss Détective. En 2002, elle produit sa première série télévisée Une famille du tonnerre et a joué aux côtés de Hugh Grant dans la comédie romantique L'Amour sans préavis. En 2004, Bullock a joué dans le crime, drame Collision et partagé le Screen actors Guild Award pour la meilleure Performance par un Casting dans un film avec le reste du film, le casting ensemble. En 2006, Bullock a retrouvé son partenaire de Speed, Keanu Reeves, dans le drame romantique Entre deux rives, et elle a également joué Harper Lee dans Scandaleusement célèbre, le film biographique de Truman Capote.
En 2009, Bullock a joué dans les films de La Proposition, All About Steve, et The Blind Side. Bullock a remporté l'Oscar de la meilleure actrice pour sa performance dans The Blind Side, et a également reçu le Razzie Award de la Pire Actrice pour All About Steve. Ce faisant, elle devient la première personne à remporter à la fois un Razzie et un Oscar dans le même week-end. En 2013, Bullock a joué dans les films Les Flingueuses et Gravity. Pour sa performance dans ce dernier, elle a reçu le Saturn Award de la meilleure actrice et a également été nommée aux Academy Awards, British Academy Film Awards et des Golden Globes,,,. En 2015, Bullock a prêté sa voix à la superméchante Scarlet Overkill dans le film d'animation Les Minions. En mars 2017, Les Minions est son plus grand succès, avec un box-office total dans le monde entier de plus de 1,1 milliard de dollars.

## Films

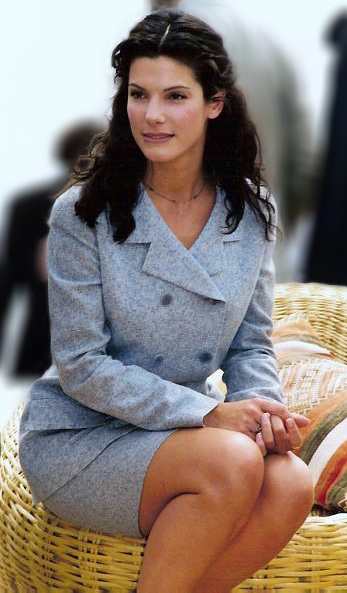
Bullock au Festival de Cannes 1996

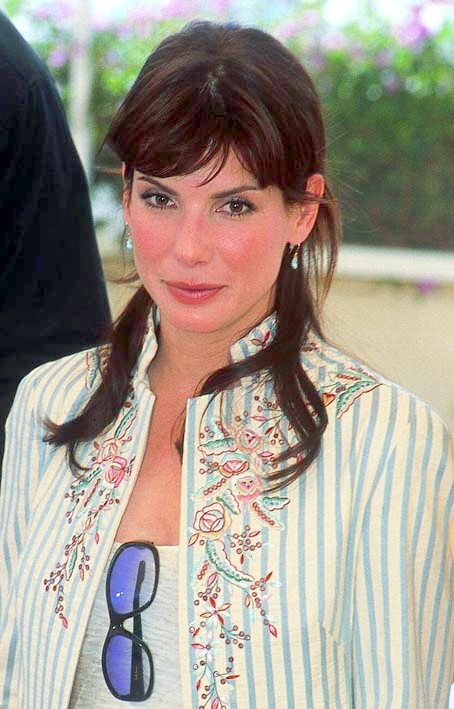
Bullock au Festival de Cannes en 2002

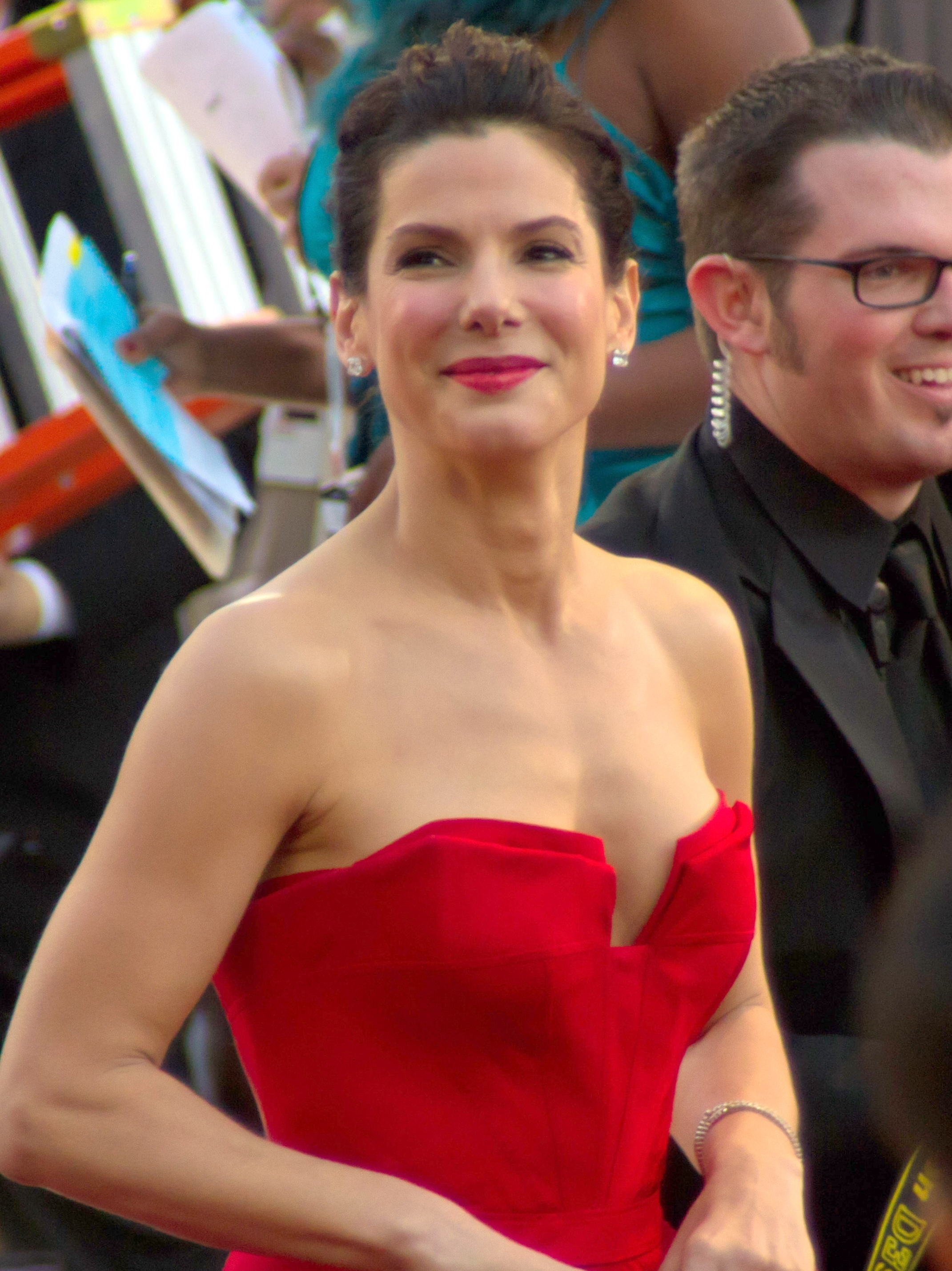
Bullock lors de la 83e cérémonie des Oscars en 2011

| Titre                                   | Année | Rôle                        | Notes                                                       | Ref(s) |
| --------------------------------------- | ----- | --------------------------- | ----------------------------------------------------------- | ------ |
| Hangmen                                 | 1987  | Lisa Edwards                |                                                             | [ 7 ]  |
| A Fool and His Money                    | 1989  | Debby Cosgrove              | Également connu comme Religion, Inc. Sortie direct-to-video | ,      |
| Who Shot Patakango?                     | 1989  | Devlin Moran                | Sortie direct-to-video                                      | ,      |
| Love Potion No. 9                       | 1992  | Diane Farrow                |                                                             | ,      |
| The Vanishing                           | 1993  | Diane Shaver                |                                                             | [ 7 ]  |
| When the Party's Over                   | 1993  | Amanda                      |                                                             | [ 7 ]  |
| The Thing Called Love                   | 1993  | Linda Lue Linden            |                                                             | [ 7 ]  |
| Demolition Man                          | 1993  | Lenina Huxley               |                                                             | [ 7 ]  |
| Fire on the Amazon                      | 1993  | Alyssa Rothman              |                                                             | ,      |
| Wrestling Ernest Hemingway              | 1993  | Elaine                      |                                                             | [ 16 ] |
| Speed                                   | 1994  | Annie Porter                |                                                             | [ 17 ] |
| Who Do I Gotta Kill?                    | 1994  | Lori                        | Également connu commeMe & The Mob Sortie direct-to-video    | ,      |
| L'Amour à tout prix                     | 1995  | Lucy Eleanor Moderatz       |                                                             | [ 18 ] |
| Traque sur Internet                     | 1995  | Angela Bennett              |                                                             | [ 19 ] |
| Two If by Sea                           | 1996  | Roz                         |                                                             | [ 7 ]  |
| Le Droit de tuer ?                      | 1996  | Ellen Roark                 |                                                             | [ 20 ] |
| Le Temps d'aimer                        | 1996  | Agnes von Kurowsky          |                                                             | ,      |
| Speed 2 : Cap sur le danger             | 1997  | Annie Porter                |                                                             | [ 7 ]  |
| Ainsi va la vie                         | 1998  | Birdee Pruitt               | Également productrice exécutive                             | [ 7 ]  |
| Making Sandwiches                       | 1998  | Melba Club                  | Court métrage , réalisatrice et scénariste                  | [ 7 ]  |
| Practical Magic                         | 1998  | Sally Owens                 |                                                             | [ 7 ]  |
| The Prince of Egypt                     | 1998  | Miriam                      | Voix uniquement                                             | [ 7 ]  |
| Un vent de folie                        | 1999  | Sarah Lewis                 |                                                             | [ 7 ]  |
| Gun Shy                                 | 2000  | Judy Tipp                   | Également productrice et productrice exécutive de l'album   | [ 7 ]  |
| 28 Days                                 | 2000  | Gwen Cummings               |                                                             | [ 23 ] |
| Miss Congeniality                       | 2000  | Gracie Hart                 | Également productrice                                       | [ 7 ]  |
| Kate & Leopold                          | 2001  | —                           | Également productrice                                       | [ 7 ]  |
| Murder by Numbers                       | 2002  | Det. Cassie Mayweather      | Également productrice exécutive                             | [ 24 ] |
| Divine Secrets of the Ya-Ya Sisterhood  | 2002  | Siddalee Walker             |                                                             | [ 7 ]  |
| Two Weeks Notice                        | 2002  | Lucy Kelson                 | Également productrice                                       | [ 7 ]  |
| Crash                                   | 2004  | Jean Cabot                  |                                                             | [ 7 ]  |
| Loverboy                                | 2005  | Mrs. Harker                 |                                                             | [ 7 ]  |
| Miss Congeniality 2: Armed and Fabulous | 2005  | Gracie Hart                 | Également productrice                                       | [ 7 ]  |
| The Lake House                          | 2006  | Dr. Kate Forster            |                                                             | [ 7 ]  |
| Infamous                                | 2006  | Harper Lee                  |                                                             | [ 25 ] |
| Premonition                             | 2007  | Linda Hanson                |                                                             | [ 7 ]  |
| The Proposal                            | 2009  | Margaret Tate               | Également productrice exécutive                             | [ 7 ]  |
| All About Steve                         | 2009  | Mary Horowitz               | Également productrice                                       | [ 7 ]  |
| The Blind Side                          | 2009  | Leigh Anne Tuohy            |                                                             | [ 7 ]  |
| Extremely Loud & Incredibly Close       | 2011  | Linda Schell                |                                                             | [ 7 ]  |
| The Heat                                | 2013  | Special Agent Sarah Ashburn |                                                             | [ 7 ]  |
| Gravity                                 | 2013  | Dr Ryan Stone               |                                                             | [ 7 ]  |
| The Prime Ministers: The Pioneers       | 2013  | Golda Meir                  | Documentaire Voix uniquement                                | [ 7 ]  |
| Minions                                 | 2015  | Scarlet Overkill            | Voix uniquement                                             | [ 7 ]  |
| Our Brand Is Crisis                     | 2015  | "Calamity" Jane Bodine      | Également productrice exécutive                             | [ 7 ]  |
| Ocean's 8                               | 2018  | Debbie Ocean                | Également productrice exécutive                             | [ 7 ]  |
| Bird Box                                | 2018  | Malorie Hayes               | Également productrice exécutive                             | [ 7 ]  |

## Télévision
| Titre                                                           | Année(s)  | Rôle             | Notes                                                             | Ref.   |
| --------------------------------------------------------------- | --------- | ---------------- | ----------------------------------------------------------------- | ------ |
| Bionic Showdown: The Six Million Dollar Man et the Bionic Woman | 1989      | Kate Mason       | Film de télévision                                                | [ 7 ]  |
| Départ à partir de Zéro                                         | 1989      | Barbara Webster  | Épisode : La Confiance de jeu                                     | [ 26 ] |
| The Preppie Murder                                              | 1989      | Stacy            | Film de télévision                                                | [ 27 ] |
| Working Girl                                                    | 1990      | Tess McGill      | 12 épisodes                                                       | [ 28 ] |
| La Chance De Chances                                            | 1990      | Maria Santangelo | Minisérie                                                         | [ 29 ] |
| George Lopez                                                    | 2002-2004 | Accident Amy     | 3 épisodes (guest star) Également producteur exécutif de la série | ,      |